# 伍德鎮區 (密蘇里州道格拉斯縣)
伍德鎮區（英語：Wood Township）是位於美國密蘇里州道格拉斯縣的一個行政鎮區。

## 地方資料
伍德鎮區的面積為94.15平方千米，當中陸地面積為94.12平方千米，而水域面積為0.03平方千米。根據2020年美國人口普查的數據，當地共有人口170人，而人口密度為每平方千米1.81人。